# A Matter of Life and Death
A Matter of Life and Death је четрнаести студијски албум енглеског хеви метал састава Ајрон мејден, издат 2006. године.
Ово је један од најпрогресивнијих албума састава. Теме које прожимају албум су рат и религија. По издавању албум је одмах био најпродаванији у десет земаља, а међу 20 најпродаванијих албума у 34 земаља света.

## Списак песама
1. „Different World“ (музика: Адријан Смит, Стив Харис; текст: Харис) – 4:17
2. „These Colours Don't Run“ (музика: Смит, Харис; текст: Брус Дикинсон) – 6:52
3. „Brighter Than a Thousand Suns“ (музика: Смит, Харис; текст: Харис, Дикинсон) – 8:44
4. „The Pilgrim“ (музика: Јаник Герс, Харис; текст: Харис) – 5:07
5. „The Longest Day“ (музика: Смит, Харис; текст: Дикинсон) – 7:48
6. „Out of the Shadows“ (Музика: Дикинсон, Харис; текст: Дикинсон) – 5:36
7. „The Reincarnation of Benjamin Breeg“ (музика: Дејв Мари, Харис; текст: Харис) – 7:21
8. „For The Greater Good Of God“ (музика и текст: Харис) – 9:24
9. „Lord of Light“ (музика: Смит, Харис; текст: Дикинсон) – 7:23
10. „The Legacy“ (музика: Герс, Харис; текст: Харис) – 9:20